# Jonathan Blanchard
Jonathan Blanchard (* 18. September 1738 in Dunstable, Hillsborough County, New Hampshire Colony; † 16. Juli 1788 ebenda) war ein US-amerikanischer Politiker. Im Jahr 1784 war er Delegierter im Kontinentalkongress für New Hampshire.

## Werdegang
Jonathan Blanchard besuchte die öffentlichen Schulen seiner Heimat und studierte danach Jura. Später arbeitete er als Landvermesser, Kartenmacher, Farmer und Rechtsanwalt. Er wurde Mitglied in der Miliz von New Hampshire, in der er bis 1765 den Rang eines Majors erreichte. In den 1770er Jahren schloss er sich der Revolutionsbewegung an. Im Jahr 1775 war er Delegierter im Provinzialkongress von New Hampshire (New Hampshire's Provincial Congress) und 1777 wurde er Attorney General von New Hampshire. Dieses Amt übte er bis 1782 aus. In den Jahren 1777 und 1778 gehörte er dem dortigen Sicherheitsausschuss an. 1776 wurde er in das Repräsentantenhaus von New Hampshire gewählt. Außerdem wurde er 1784 Nachlassrichter in seiner Heimat.
1783 wurde Blanchard in den Kontinentalkongress gewählt, an dessen Sitzungen er aber aus nicht überlieferten Gründen nicht teilnahm. Im Jahr 1784 wurde er erneut in dieses Gremium gewählt. Dieses Mal war er an den Sitzungen beteiligt. 1784 wurde Blanchard Mitglied im Senat von New Hampshire. Er war auch weiterhin in der Staatsmiliz aktiv, in der er es bis zu seinem Tod bis zum Brigadegeneral brachte. Er starb am 16. Juli 1788.